# Margraviato di Bergen op Zoom

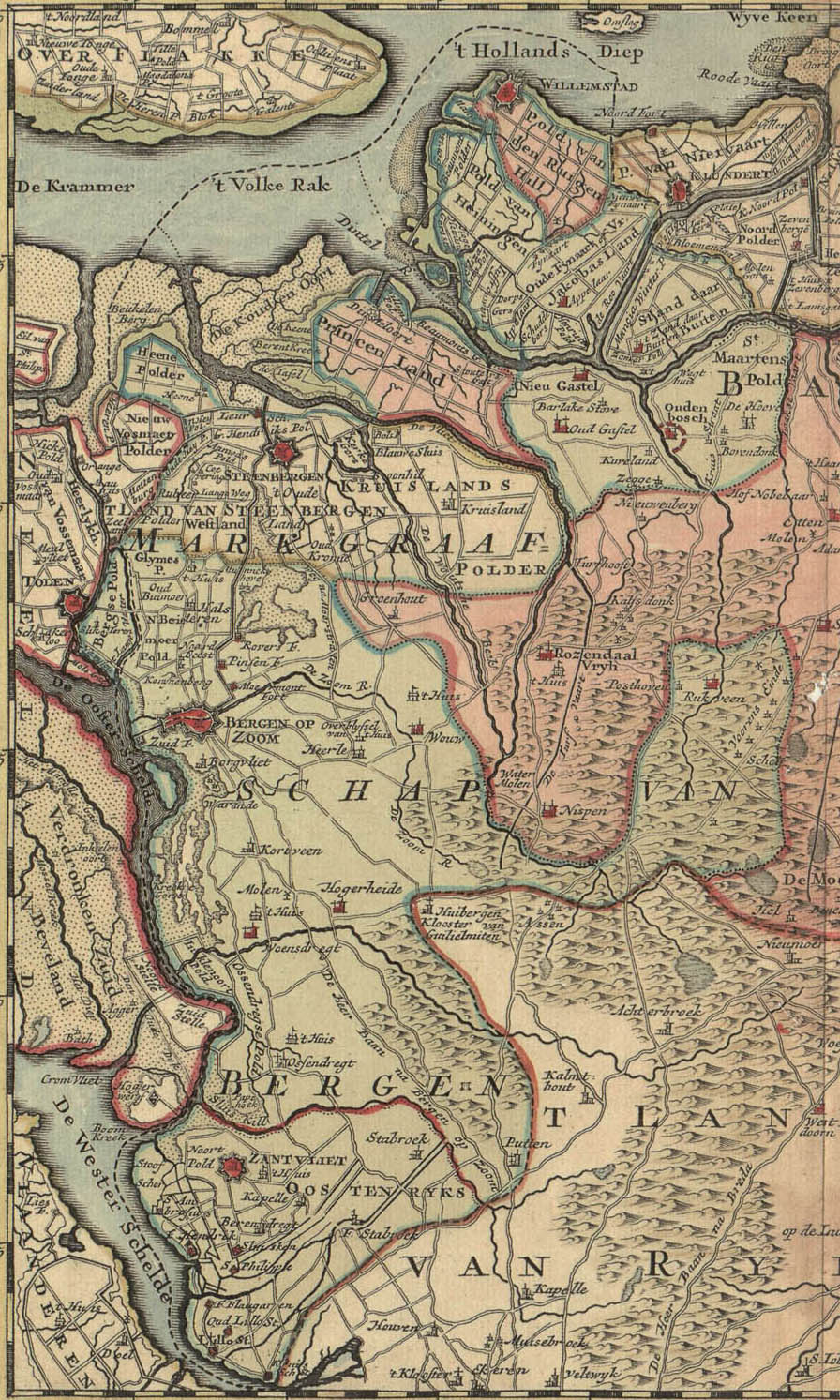
Mappa del margraviato di Bergen op Zoom del 1747

Il margraviato di Bergen op Zoom fu una signoria e poi un margraviato (corrispondente del Sacro Romano Impero per marchesato) olandese, originatosi nel 1287 ed estintosi nella propria indipendenza territoriale nel 1795.
Bergen op Zoom venne separata dalla signoria di Breda, a cui era originariamente legata, nel 1287, e venne posta sotto la formale signoria dei duchi di Brabante. Nel 1559 la signoria venne elevata al rango di margraviato. Il titolo fu  nominale sino al 1795, quando venne abolito.

## Signori di Bergen op Zoom

### Casa di Wezemaal
- Gerard (1287-1309)
- Arnold (1309-1313)
- Mathilde (1313-1340)

### Casa di Voorne
- Johanna (1340-1349)

### Casa di Boutershem
- Hendrik I  (1351-1371)
- Hendrik II (1371-1419)
- Hendrik III (1419)

### Casa di Glymes
- Jan I (1419-1427)
- Jan II "Met den Lippen" (dal grande labbro, 1427-1494)
- Jan III (1494-1532)
- Anton (1532-1541)

## Margravi di Bergen op Zoom (dal 1559)

### Casa di Glymes
- Jan IV (1541-1567)

### Casa di Merode
- Maria Margaretha (1577-1588)

### Casa di Wittem
- Maria Mencia (1588-1613)

### Casa di van den Bergh
- Maria Elizabeth I (1614-1633)
- Maria Elizabeth II (1635-1671)

### Casa di Hohenzollern
- Henriëtte Franzisca (1672-1698)

### Casa de la Tour d'Auvergne
- Francois Egon (1698-1708)
- Maria Enrichetta (1708-1728)

### Casa del Palatinato-Sulzbach
- Carlo Teodoro (1729-1795)